# Amance (rivière)
Pour les articles homonymes, voir Mance et Amance.
L'Amance (ou Mance) est une rivière du quart nord-est de la France, dont le cours traverse la Haute-Marne (Grand Est) et la Haute-Saône (Bourgogne-Franche-Comté). C'est l'un des principaux affluents en rive-droite de la Saône issus de l'ancienne région Champagne-Ardenne. Il convient de ne pas la confondre avec son homonyme se déversant dans le lac Amance.

## Hydronymie
Le nom de la rivière est attesté sous les formes Asmantia (1098) ; Aumantia (1189) ; Esmantia (1224) ; Amancia (1236) ; Amantia (1247) ; Esmance (1251) ; Amance (1265) ; Amans (1508) ; Mance (1748).

Sur le relevé cartographique des Cassini établi au XVIIIe siècle, la rivière est dénommée « Amance », la dénomination « Mance » n'apparaissant pas, tant sur la totalité du cours de la rivière qu'en qualificatif toponymique des localités riveraines. En outre, le qualificatif toponymique de l'actuel Rosières-sur-Mance y est « sur Amance ». Les qualificatifs toponymiques « sur Amance » actuels apparaissant tels quels. La cartographie IGN porte la dénomination « Amance ou Mance » sur la totalité du cours de la rivière, y compris sur un cours d'eau avant sa confluence avec un ruisseau dénommé « Amance » au sud de Maizières-sur-Amance. La cartographie-Michelin récente dénomme « Mance », outre la totalité du cours de la rivière, le cours d'eau confluent avec le même ruisseau dénommé « Amance » que celui de la cartographie-I.G.N.

L'origine de la double dénomination régionale n'est pas attestée. Les qualificatifs toponymiques actuels sont « sur Amance » dans l'arrondissement de Langres correspondant au cours supérieur à moyen, et « sur Mance »  dans celui de Vesoul correspondant à l'amont de la confluence avec la Petite-Saône.

La seule dénomination sans ambiguïté portant sur celle du  « ruisseau Amance », il est vraisemblable que la dénomination « Mance » concerne en fait le cours d'eau confluent au sud de Maizières-sur-Amance. Ce cours d'eau est formé par les ruisseaux des Moulin-Royaux et des Joncs au sud de l'actuel village de Rosoy-sur-Amance, dénommé « Rosoy » (sans qualificatif toponymique) sur le relevé cartographique des Cassini. Cette hypothèse a été retenue pour la rédaction du présent article.
Amance : issu du latin amantia, amans signifiant « lieu aimable, qui est aimé, plaisant ».

## Hydrographie
L'Amance est un affluent de la rive droite de la Petite-Saône, dénomination du cours supérieur de la Saône en amont de la confluence avec le Doubs. Sa longueur est de 47 km
La rivière est issue de la marge occidentale de l'Apance-Amance, micro-région naturelle située aux confins des régions historiques de Champagne, Lorraine et Franche-Comté. Cette micro-région, couvrant les digitations sud-ouest des plateaux de la Saône desquels la rivière éponyme est issue, occupe la partie orientale de l'arrondissement de Langres. Cet arrondissement forme la partie méridionale du département de la Haute-Marne, extrême sud-est de la Région Champagne-Ardenne. La dénomination « Apance-Amance » est constituée par l'accolement du nom de la rivière à celui d'un autre affluent de la Petite-Saône issu de cette micro-région (voir l'article sur l'Apance). Le cours supérieur de l'Amance s'établit dans le canton de Terre-Natale (Redevenu Varennes-sur-Amance) pour la petite Amance et celui de Hortes pour la Mance dont tous les affluents reste limités aux 30 kilomètres de Vallons situé à l'est de la RN19 cela depuis le carrefour de la folie (limite méridionale de la Champagne-Ardenne) jusqu'à la limite du territoire de Montlandon (Haute-Marne), Fort d'Enceinte de Langres du Général Séré de Rivières situé a 10 km au sud-est de Langres, son cours moyen s'établissant dans celui de Laferté-sur-Amance.
Le cours inférieur de la rivière, dénommé « Mance », sillonne la partie occidentale du fossé de Jussey. Ce cours inférieur s'établit dans les cantons de Vitrey en amont et de Jussey en aval. Ces cantons relèvent de l'arrondissement de Vesoul, partie occidentale du département de la Haute-Saône, à l'extrême nord-ouest de la région Franche-Comté. La confluence avec la Petite-Saône est située à proximité de Jussey, cette dernière prenant naissance à une cinquantaine de km au nord-est dans la Vôge en Lorraine à proximité de Monthureux-sur-Saône dans le département des Vosges, secteur le plus élevé des plateaux périvosgiens éponymes correspondant à son haut bassin supérieur.

### Communes traversées
De l'amont vers l'aval :
Arrondissement de Langres (département de la Haute-Marne en région Grand Est) :
- Haute-Amance, Maizières-sur-Amance, Bize, Anrosey, Laferté-sur-Amance, Pierremont-sur-Amance, Velles, Pisseloup

Arrondissement de Vesoul (département de la Haute-Saône en Bourgogne-Franche-Comté) :
- Ouge, Betoncourt-sur-Mance, Vitrey-sur-Mance, Vernois-sur-Mance, Rosières-sur-Mance, Territoire de Voisey (Haute Marne), Barges, Cemboing, Raincourt, Jussey (où un chenal de dérivation alimentait autrefois un moulin). À noter que la commune d’Amance (Haute-Saône) se trouve à une quinzaine de kilomètres au sud-ouest de Jussey, sur la Superbe, un affluent de rive gauche de la Petite Saône.

### Toponymie
L'Amance a donné son hydronyme aux neuf communes suivantes de Haute-Amance, Maizières-sur-Amance, Laferté-sur-Amance, Pierremont-sur-Amance, Betoncourt-sur-Mance, Vitrey-sur-Mance, Varennes-sur-Amance, Vernois-sur-Mance, Rosières-sur-Mance.

### Origine hydrologique et profil hydrographique
L'Amance naît sur le versant méridional d'une ligne de crête approximativement orientée nord-est / sud-ouest fermant le sud-est du Bassigny au nord, duquel est issue la Meuse, et l'est du Langrois-ouvert au sud, duquel est issue la Marne. Outre les hauts bassins supérieurs de ces deux cours d'eau, cette ligne marque le partage des eaux avec le haut bassin de la Saône (Petite-Saône) à l'est.
La rivière se forme au sud-est de Troischamps, localité située au sud du canton de Terre-natale à une vingtaine de km à l'est de Langres, par la confluence des ruisseaux de la Tonge et de la Barre. Ces ruisseaux s'écoulent de la côte du Mont-Lambert, marge orientale d'une digitation de plateau au-delà de laquelle le bassin versant est contributeur de la Marne. L'aquifère à l'origine de la rivière est à l'assise d'une strate de calcaires marneux de l'Aalénien et du Toarcien-supérieur. La couche inférieure est constituée de marnes et d'argiles plastiques carixiennes. Les sources s'épanchant de cet aquifère sont à une altitude d'environ 435 m.
La direction dominante ouest-est du cours de l'Amance, obséquente au pendage orienté vers le sud, résulte de l'orientation des fronts de côte principaux. La moyenne vallée de la rivière s'étire entre la marge méridionale des plateaux éponymes au nord et la marge septentrionale du Plateau du Fayl au sud. L'inflexion de son cours inférieur vers le nord-est correspond à l'orientation de la marge septentrionale du plateau de Combeaufontaine bordant le fossé-synclinal de Jussey. En outre, cette ligne directrice du relief détermine l'inflexion du cours de la Petite-Saône vers le sud-est. De l'origine de l'Amance à sa confluence avec cette dernière, la dénivelée est d'environ 220 m, soit une déclivité un peu inférieure à 0,5 %.
Il est à noter que la vallée de l'Amance constitue un des rares couloirs de communication naturels de l'arrondissement de Langres vers l'est, comme en témoigne le passage de la ligne ferroviaire Paris-Bâle.

### Affluents
Avec une longueur d'environ 19 km, le principal tributaire de l'Amance est la Petite-Amance, affluent de sa rive gauche sur le territoire de la Commune de Bize un peu avant son cours franc-comtois. La Petite-Amance se forme à Saulxures (Haute-Marne), au nord du canton où se forme l'Amance, par la confluence des ruisseaux de Malvau et de la Côte.
Outre cette rivière et les deux ruisseaux formant l'Amance, les autres tributaires significatifs sont de l'amont vers l'aval les suivants :
- Ruisseau du Val de Presle
- Mance ? (cours d'eau formé par les ruisseaux des Moulin-Royaux et des Joncs)
- Ruisseau de la Duys
- Ruisseau des Bruyères
- Ruisseau de Vau
- Moulerupt
- Ruisseau de la Jacquenelle (issu d'une importante exsurgence à Blondefontaine)
- Ruisseau du Moreux
- Ruisseau de la Gueuse
- Ruisseau des Vaux (résurgence de la Jacquenelle)

## Hydrologie
Le débit moyen de l'Amance est assez important, à l'instar des autres cours d'eau issus des Plateaux de la Saône, dont la rivière éponyme.

### L'Amance à Raincourt
Ce débit, relevé sur une période de 24 ans (1974-1997) à Raincourt un peu avant la confluence avec la Petite-Saône, fait apparaître une moyenne de l'ordre de 4,59 m3/s.
La rivière présente des fluctuations saisonnières de débit fort marquées, comme pour l'ensemble du réseau hydrographique de l'Est de la France. Les hautes eaux hivernales, de décembre à mars inclus, ont un débit mensuel moyen de l'ordre de 6,57 à 9,05 m3/s, avec un maximum en janvier. À partir du mois de mars, ce débit diminue progressivement jusqu'aux basses eaux estivales, de juillet à septembre inclus, la valeur moyenne étant ramenée à environ 0,975 m3/s en août. Ces valeurs ne rendent pas compte d'importantes variations sur de brèves périodes ou de certaines années à la pluviométrie exceptionnelle.

### Étiage ou basses eaux
Aux étiages, le VCN3 peut chuter jusque 0,270 m3/s, ce qui n'est pas vraiment sévère.

### Crues
Les crues peuvent être assez importantes, les débits maximum enregistrés étant les suivants (valeurs en m3/s, les chiffres des QIX correspondant au nombre d'années de la période d'enregistrement) :
- QIX 2 = 37
- QIX 5 = 41
- QIX 10 (crue-décennale) = 43
- QIX 20 (crue-vicennale) = 46
- QIX 50 (crue-cinquantenale) = 49

Le débit instantané maximum enregistré à la station de Raincourt a été de 47,8 m3/s le 4 février 1980 et de 44,2 le 26 mai 1983.
La comparaison de la plus forte de ces deux valeurs à l'échelle des QIX de la rivière fait apparaître que la crue correspondante était pratiquement cinquantenale.

### Lame d'eau et débit spécifique
L'Amance est abondée par des précipitations modérément élevées. La lame d'eau écoulée sur le bassin versant est d'environ 338 mm/an, faiblement supérieure à la moyenne nationale mais largement inférieure à la moyenne du bassin de la Saône (501 mm/an à Lyon). Le QSP (débit spécifique) atteint 10,7 L/s par km2 de bassin.